# Winkel (Rheingau)
 Winkel, früher wegen seiner Länge auch Langenwinkel genannt, ist ein Stadtteil von Oestrich-Winkel im Rheingau-Taunus-Kreis in Hessen.

## Geographie

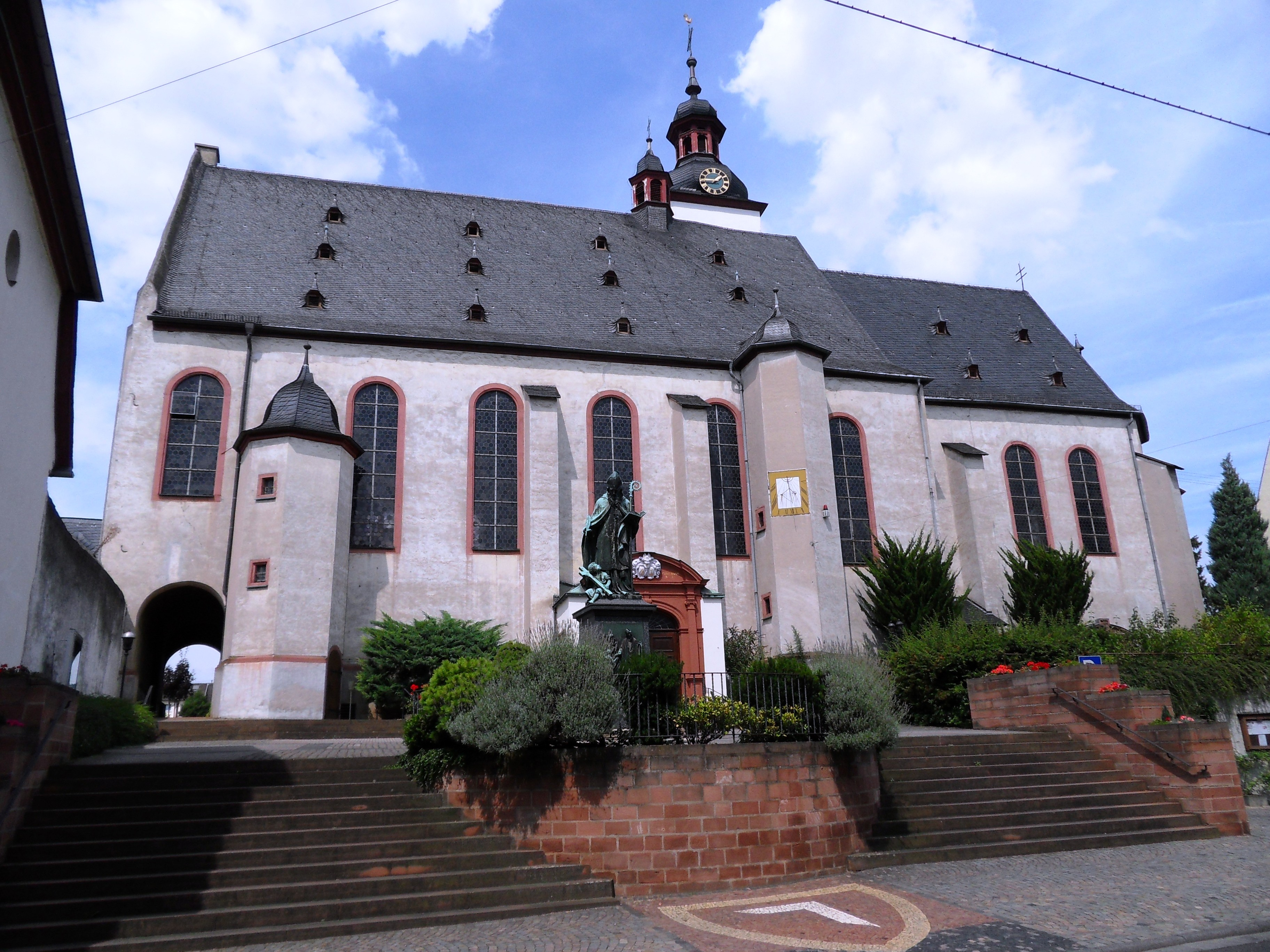
Kirche Sankt Walburga. Über den auf der Terrasse gelegenen Kirchvorplatz verläuft diagonal der 50. Breitengrad. Vor der Terrasse steht ein Denkmal für Rabanus Maurus. Darunter befindet sich als Pflastermosaik das Wappen der früheren Gemeinde Winkel.

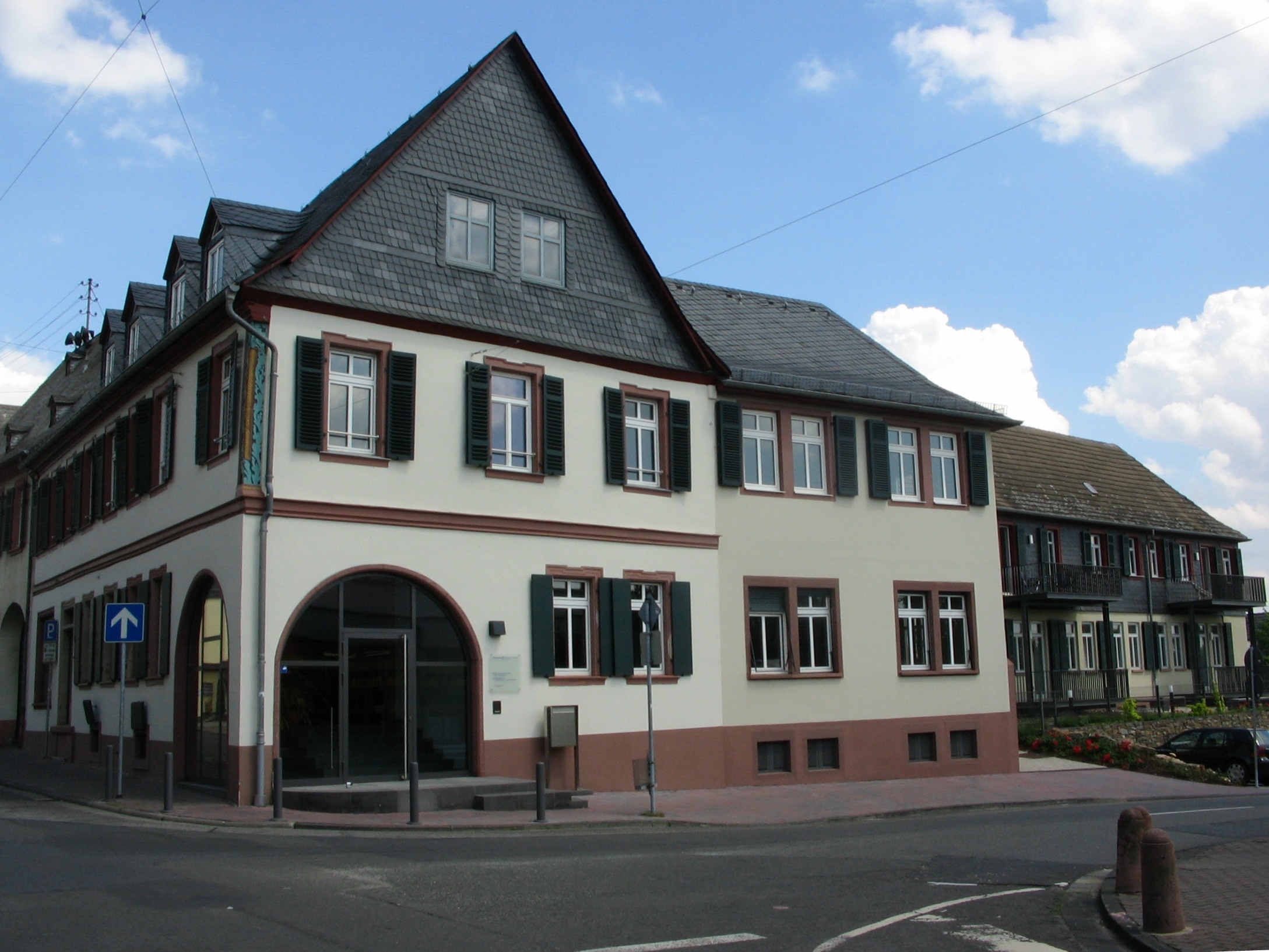
Das alte Rathaus von Winkel zwischen Hauptstraße und Kerbeplatz war bis 2005 Amtssitz des Bürgermeisters von Oestrich-Winkel. Seitdem wird das Gebäude von der European Business School als Standort genutzt.

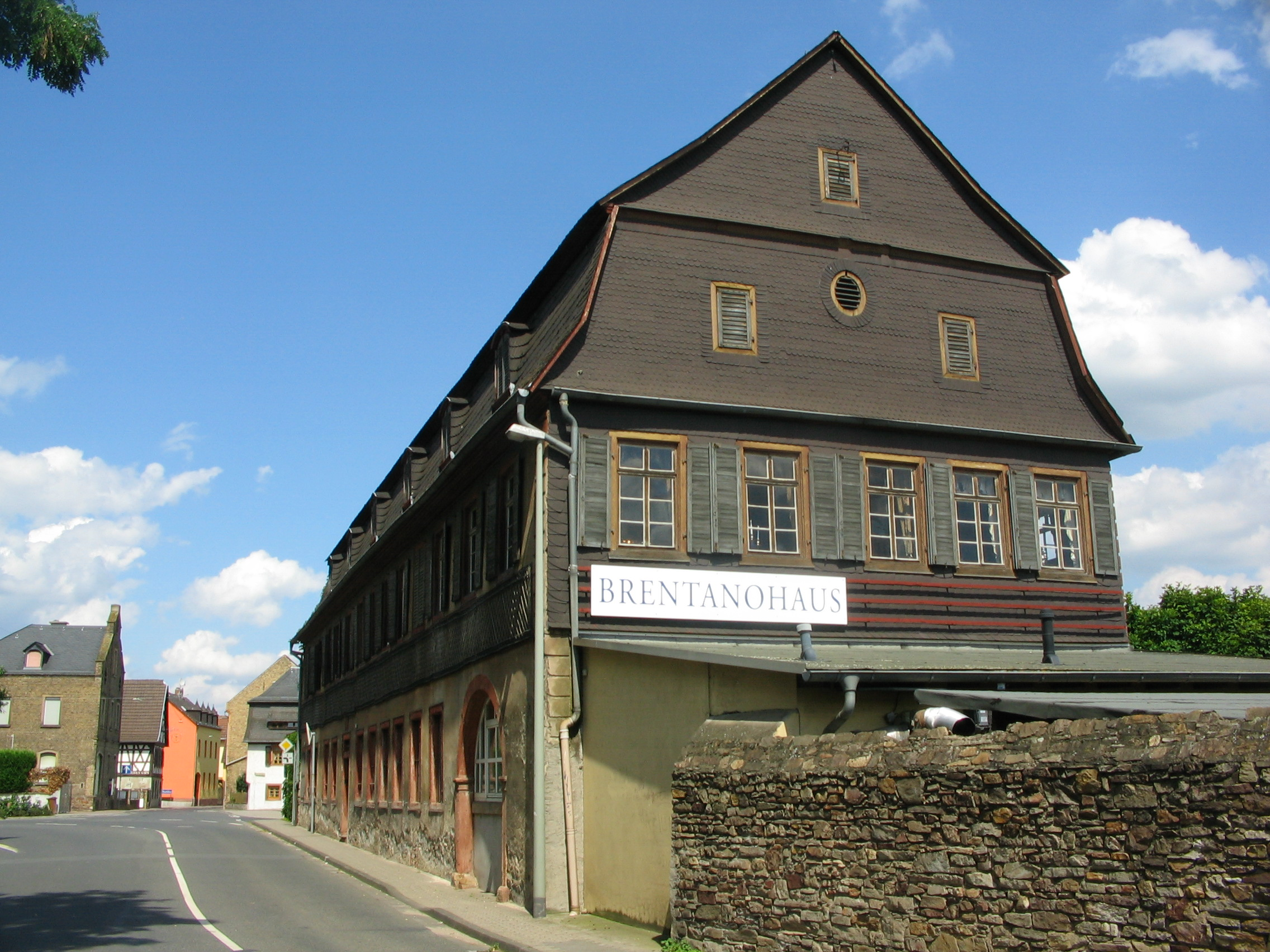
Brentanohaus an der Hauptstraße

Winkel ist der westlichste der drei am Rhein gelegenen und baulich ineinander übergehenden Stadtteile Oestrich, Mittelheim und Winkel. Der Ort hat sich baulich entlang der alten in Ost-West-Richtung durch den Rheingau führenden Straße und den kurzen quer dazu verlaufenden Gassen auf einer Länge von 1,5 Kilometer entwickelt. Hinzu kamen als Entwicklungslinien die in Winkel nach Schloss Vollrads und nach Johannisberg abzweigenden Straßen. Durch diese Bauweise bedingt hat Winkel kein erkennbares Zentrum. Mit einiger Berechtigung wird man die Stelle als Ortsmittelpunkt bezeichnen dürfen, wo die Pfarrkirche dem alten Rathaus gegenüberliegt.
Die Winkeler Gemarkung zieht sich als Streifen von der Fahrrinne des Rheins über die Winkeler Aue, eine nach der Rheinregulierung entlang eines Längswerks entstandene Insel, mehr als 10 Kilometer weit über den Taunushauptkamm und den Ernstbach bis in den Hinterlandswald hinein. Die Breite der Gemarkung beträgt am Rhein etwa 2500 Meter und reicht im Westen beiderseits des unteren Elsterbachs, die Johannisberger Klause einschließend, bis zur Ortslage von Geisenheim und dem Johannisberger Grund, weicht dann um den Fuß des Johannisbergs nach Osten zurück und zieht sich westlich des Ansbachtals zu den Sieben Wegweisern am Rheinhöhenweg hinauf. Hier hat die Gemarkung noch eine Breite von ungefähr 1500 bis 1000 Meter. Da die Bebauung von Winkel und Mittelheim ineinander übergeht, ist die Grenze zwischen beiden Stadtteilen völlig unmerklich. Sie liegt etwa 100 Meter östlich des Engerweges, einer Straßenverbindung, die vom Rheinufer durch eine Eisenbahnunterführung zu den Baugebieten oberhalb der rechten Rheinstrecke führt.
Winkel ist von allen Seiten von Weinbergen umgeben. Sowohl zwischen dem Ort und dem Rhein liegen noch einzelne Rebflächen, obwohl das Gelände hier zu flach ist, um von Weinbergen zu sprechen, als auch nach Westen Richtung Geisenheim und Johannisberg und nach Norden bis Schloss Vollrads und darüber hinaus bis zum Waldrand überwiegt der Weinbau als landwirtschaftliche Nutzungsart.

## Geschichte

### Chronik
Die älteste erhalten gebliebene urkundliche Erwähnung als Winkela datiert von 850. Um 850 wird auch eine Kirche St. Walpurgis, erwähnt, deren Lage und Bauform unbekannt ist.
Die Dernbacher Schwestern Arme Dienstmägde Jesu Christi unterhielten im Ort eine Filiale (1. Juli 1859 – 15. Oktober 1962). Sie arbeiteten in der ambulanten Krankenpflege, im Kindergarten, der Schule (bis 1869) und nahmen Kranke/Sieche stationär auf, woraus sich damals ein Altenheim entwickelte.
Im Zuge der Gebietsreform in Hessen ging die Gemeinde Winkel mit etwa 4000 Einwohnern als Stadtteil in der am 1. Juli 1972 durch freiwilligen Zusammenschluss mit den Gemeinden Mittelheim und Oestrich neugebildeten Stadt Oestrich-Winkel auf. Letzter Bürgermeister war Klaus Frietsch, der anschließend Bürgermeister von Oestrich-Winkel und danach Landrat des Rheingau-Taunus-Kreises wurde. Seit 2016 gibt es für alle Stadtteile einen Ortsbezirk mit Ortsbeirat und Ortsvorsteher.

### Territorialgeschichte und Verwaltung im Überblick
Die folgende Liste zeigt im Überblick die Territorien, in denen Winkel lag, bzw. die Verwaltungseinheiten, denen es unterstand:
- 1604: Heiliges Römisches Reich, Kurfürstentum Mainz, Mittelamt Oestrich
- vor 1803: Heiliges Römisches Reich, Kurfürstentum Mainz, Unteres Erzstift, Vizedomamt Rheingau, Amtskellerei Rüdesheim und Amtsvogtei Geisenheim
- ab 1803: Heiliges Römisches Reich, Fürstentum Nassau-Usingen (durch Reichsdeputationshauptschluss), Vicedomamt Rheingau, Amtskellerei Rüdesheim
- ab 1806: Rheinbund, Herzogtum Nassau, Amtskellerei Rüdesheim
- ab 1815: Deutscher Bund, Herzogtum Nassau, Amt Rüdesheim
- ab 1849: Deutscher Bund, Herzogtum Nassau, Regierungsbezirk Wiesbaden, Kreisamt Rüdesheim (Justizamt Eltville bis 1854)
- ab 1854: Deutscher Bund, Herzogtum Nassau, Amt Eltville
- ab 1867: Norddeutscher Bund, Königreich Preußen, Provinz Hessen-Nassau, Regierungsbezirk Wiesbaden, Rheingaukreis (Trennung zwischen Justiz (Amtsgericht Eltville) und Verwaltung)
- ab 1871: Deutsches Reich, Königreich Preußen, Provinz Hessen-Nassau, Regierungsbezirk Wiesbaden, Rheingaukreis
- ab 1919: Deutsches Reich, Freistaat Preußen, Provinz Hessen-Nassau, Regierungsbezirk Wiesbaden, Rheingaukreis
- ab 1944: Deutsches Reich, Freistaat Preußen, Provinz Nassau, Rheingaukreis
- ab 1945: Amerikanische Besatzungszone, Groß-Hessen, Regierungsbezirk Wiesbaden, Rheingaukreis
- ab 1949: Bundesrepublik Deutschland, Land Hessen, Regierungsbezirk Wiesbaden, Rheingaukreis
- ab 1968: Bundesrepublik Deutschland, Land Hessen, Regierungsbezirk Darmstadt,Rheingaukreis
- am 1. Juli 1972 als Stadtteil zu neu gebildeten Stadt Oestrich-Winkel
- ab 1977: Bundesrepublik Deutschland, Land Hessen, Rheingau-Taunus-Kreis

### Einwohnerentwicklung

#### Einwohnerzahlen
| Quelle: Historisches Ortslexikon   |
| • 1525: 204 Herdstellen            |
| • 1700: 88 Bürger und 15 Beisassen |

| Winkel: Einwohnerzahlen von 1800 bis 2015 | Winkel: Einwohnerzahlen von 1800 bis 2015 | Winkel: Einwohnerzahlen von 1800 bis 2015 | Winkel: Einwohnerzahlen von 1800 bis 2015 | Winkel: Einwohnerzahlen von 1800 bis 2015 |
| --- | ----------------------------------------- | ----------------------------------------- | ----------------------------------------- | ----------------------------------------- |
| Jahr |                                           |                                           |                                           | Einwohner                                 |
| 1800 | 1800                                      |                                           | 1.321                                     | 1.321                                     |
| 1834 | 1834                                      |                                           | 1.616                                     | 1.616                                     |
| 1840 | 1840                                      |                                           | 1.637                                     | 1.637                                     |
| 1846 | 1846                                      |                                           | 1.705                                     | 1.705                                     |
| 1852 | 1852                                      |                                           | 1.741                                     | 1.741                                     |
| 1858 | 1858                                      |                                           | 1.660                                     | 1.660                                     |
| 1864 | 1864                                      |                                           | 1.743                                     | 1.743                                     |
| 1871 | 1871                                      |                                           | 1.699                                     | 1.699                                     |
| 1875 | 1875                                      |                                           | 1.786                                     | 1.786                                     |
| 1885 | 1885                                      |                                           | 2.028                                     | 2.028                                     |
| 1895 | 1895                                      |                                           | 2.212                                     | 2.212                                     |
| 1905 | 1905                                      |                                           | 2.694                                     | 2.694                                     |
| 1910 | 1910                                      |                                           | 2.728                                     | 2.728                                     |
| 1925 | 1925                                      |                                           | 1.719                                     | 1.719                                     |
| 1939 | 1939                                      |                                           | 1.482                                     | 1.482                                     |
| 1946 | 1946                                      |                                           | 3.467                                     | 3.467                                     |
| 1950 | 1950                                      |                                           | 3.797                                     | 3.797                                     |
| 1956 | 1956                                      |                                           | 3.771                                     | 3.771                                     |
| 1961 | 1961                                      |                                           | 3.883                                     | 3.883                                     |
| 1967 | 1967                                      |                                           | 3.954                                     | 3.954                                     |
| 1970 | 1970                                      |                                           | 3.973                                     | 3.973                                     |
| 1980 | 1980                                      |                                           | ?                                         | ?                                         |
| 1990 | 1990                                      |                                           | ?                                         | ?                                         |
| 2000 | 2000                                      |                                           | ?                                         | ?                                         |
| 2011 | 2011                                      |                                           | 4.452                                     | 4.452                                     |
| 2015 | 2015                                      |                                           | 4.736                                     | 4.736                                     |
| Datenquelle: Historisches Gemeindeverzeichnis für Hessen: Die Bevölkerung der Gemeinden 1834 bis 1967. Wiesbaden: Hessisches Statistisches Landesamt, 1968. Weitere Quellen: LAGIS; Gemeinde Oestrich-Winkel; Zensus 2011 |                                           |                                           |                                           |                                           |

#### Einwohnerstruktur
Nach den Erhebungen des Zensus 2011 lebten am Stichtag dem 9. Mai 2011 in Winkel 4452 Einwohner. Darunter waren 348 (7,8 %) Ausländer.
Nach dem Lebensalter waren 738 Einwohner unter 18 Jahren, 1781 zwischen 18 und 49, 993 zwischen 50 und 64 und 936 Einwohner waren älter.
Die Einwohner lebten in 2034 Haushalten. Davon waren 702 Singlehaushalte, 588 Paare ohne Kinder und 576 Paare mit Kindern, sowie 125 Alleinerziehende und 33 Wohngemeinschaften. In 486 Haushalten lebten ausschließlich Senioren und in 1335 Haushaltungen lebten keine Senioren.

#### Religionszugehörigkeit
| • 1885: | 123 evangelische (= 6,07 %), 1893 katholische (= 93,34 %), ein anderes christliche-konfessioneller (= 0,05 %), 11 jüdische (= 0,54 %) Einwohner |
| • 1961: | 661 evangelische (= 17,02 %), 3139 katholische (= 80,84 %) Einwohner                                                                            |

## Kultur und Sehenswürdigkeiten
Siehe auch: Liste der Kulturdenkmäler in Oestrich-Winkel
Das Graue Haus, der Ortslage nach Süden vorgelagert, gilt als ältestes steinernes Wohnhaus in Deutschland und war ein Besitz der Herren von Winkel, genannt Greiffenclau, die seit 1191 nachgewiesen sind.
Zwei Kilometer oberhalb von Winkel am Waldrand wurde ab dem 13. Jahrhundert Schloss Vollrads errichtet, das über Jahrhunderte dem Geschlecht derer von Greiffenclau zu Eigen war.
Im 16. Jahrhundert entstand am Südrand des Ortes der Probecksche Hof, der den Charakter einer Wasserburg hat.
Der Vorplatz der katholischen ehemaligen Pfarrkirche Sankt Walburga liegt nach dem Kartenwerk der topografischen Landesvermessung, das auf dem traditionellen Potsdam Datum basiert, genau auf dem 50. Breitengrad. Etwas südöstlich der Kreuzung von Greiffenclaustraße und Johannisberger Straße schneidet der 8. Längengrad den 50. Breitengrad. Dieser Konfluenzpunkt liegt auf einem privaten Wohngrundstück und ist nicht zugänglich.
Am westlichen Ortseingang steht das Brentanohaus, in dem 1814 Johann Wolfgang von Goethe zu Gast weilte.
In der Winkeler Gemarkung unterhalb von Johannisberg ist die leerstehende und vom Verfall bedrohte denkmalgeschützte St.-Georgs-Klause der Benediktinerinnen zu finden.

## Persönlichkeiten
- Rabanus Maurus (um 780–856), Benediktinermönch und Dichter („Veni creator spiritus“)
- Karoline von Günderrode (1780–1806), Dichterin der Romantik, tötete sich am Rheinufer in Winkel
- Peter Spahn (1846–1925), Politiker und Jurist
- Charlotte Lolo von Hornstein (1861–1941), Malerin
- Fritz Karl Günther (1877–1957), Chemiker, lieferte Grundlagen für synthetische Waschmittel
- Siegfried Richter (1922–2000), Unternehmer, Mäzen und Träger des Bundesverdienstordens
- Andreas Joseph Hofmann (1752–1849), Jakobiner